# بوشنوية كلينية
بوشنوية كلينية (الاسم العلمي:Buchenavia kleinii) هي نوع من النباتات يتبع جنس البوشنوية من الفصيلة القمبريطية.